# 보카 피플
보카 피플(히브리어: ווקה פיפל, 영어: The Voca People)은 이스라엘의 아 카펠라 음악 그룹이다.